# سحلب منقط
السحلب المنقط (باللاتينية: Orchis punctulata) نوع نباتي ينتمي إلى جنس السحلب من الفصيلة السحلبية.

## الموئل والانتشار
موطن هذا النوع بلاد الشام وقبرص وتركيا واليونان وبلغاريا والقوقاز.

## مرادفات للاسم العلمي
- (باللاتينية: Aceras fragrans Kotschy ex Soó)
- (باللاتينية: Orchis punctulata subsp. schelkownikowii (Woronow) Soó)
- (باللاتينية: Orchis punctulata subsp. schelkownikowii (Woronow) Kreutz)
- (باللاتينية: Orchis punctulata subsp. sepulchralis (Rchb.f.) Soó)
- (باللاتينية: Orchis punctulata var. sepulchralis Rchb.f.)
- (باللاتينية: Orchis schelkownikowii Woronow)
- (باللاتينية: Orchis sepulchralis (Rchb.f.) Boiss. & Heldr.)
- (باللاتينية: Orchis steveniana Compère ex Lév.)